# Procés biològic
|  | No s'ha de confondre amb Procés (biologia). |

Els processos biològics són el conjunt de processos que són fonamentals per a la vida d'un organisme i determinen com pot interaccionar amb el medi que l'envolta. Es componen d'una multitud de reaccions químiques o altres esdeveniments que participen en la pervivència i les transformacions dels éssers vius. En són exemples el metabolisme i l'homeòstasi.
La regulació dels processos biològics consisteix a modular la freqüència, la intensitat o l'abast d'un procés. Els processos biològics es regulen de moltes maneres diferents, com ara el control de l'expressió gènica, la modificació de les proteïnes i les interaccions entre una proteïna i el seu substrat.